# Verla (Giovo)
Verla è una frazione del comune sparso di Giovo; è il centro abitato più popoloso del comune ed è sede del municipio.

## Geografia fisica

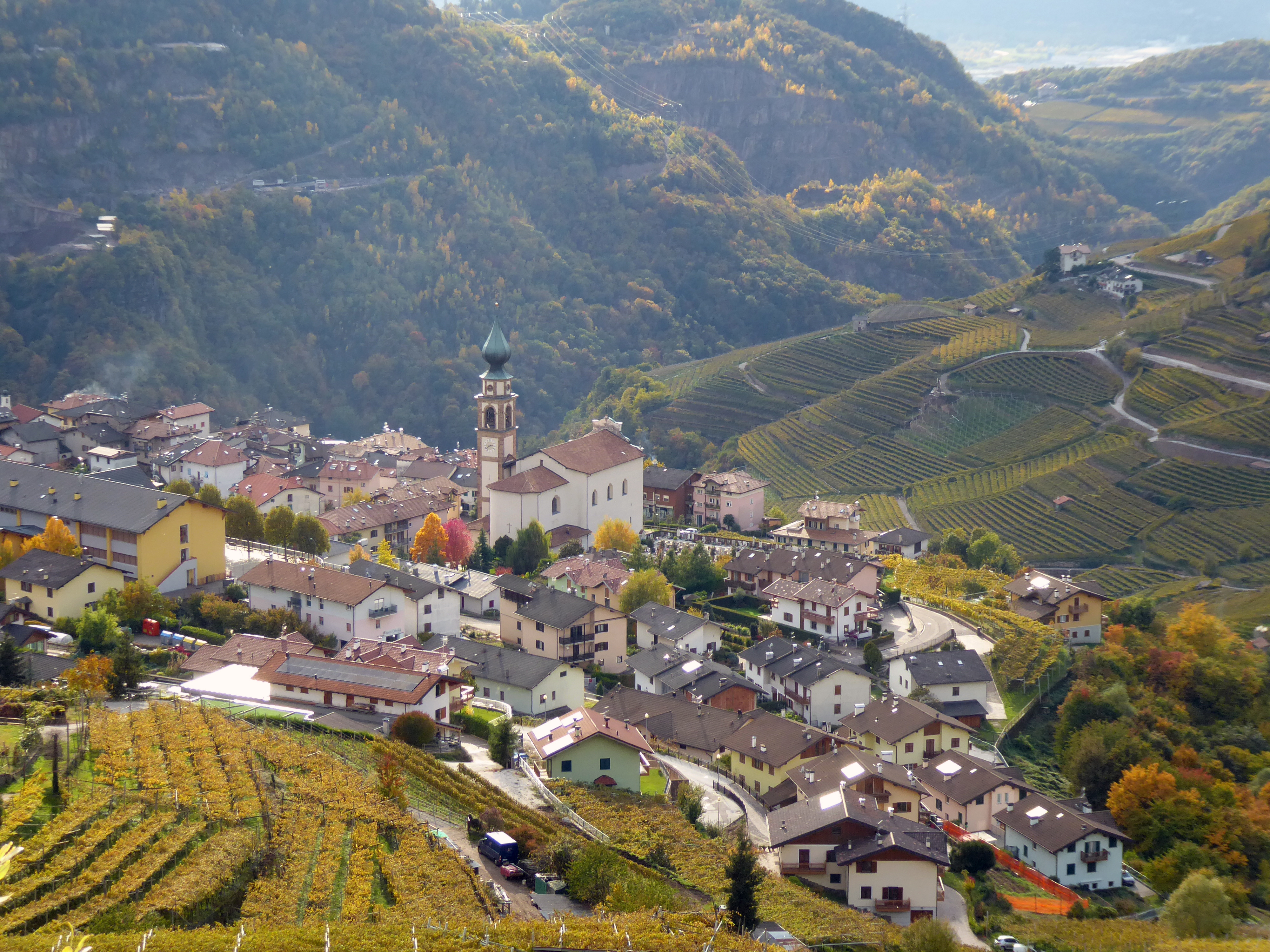
Verla vista da Ville di Giovo

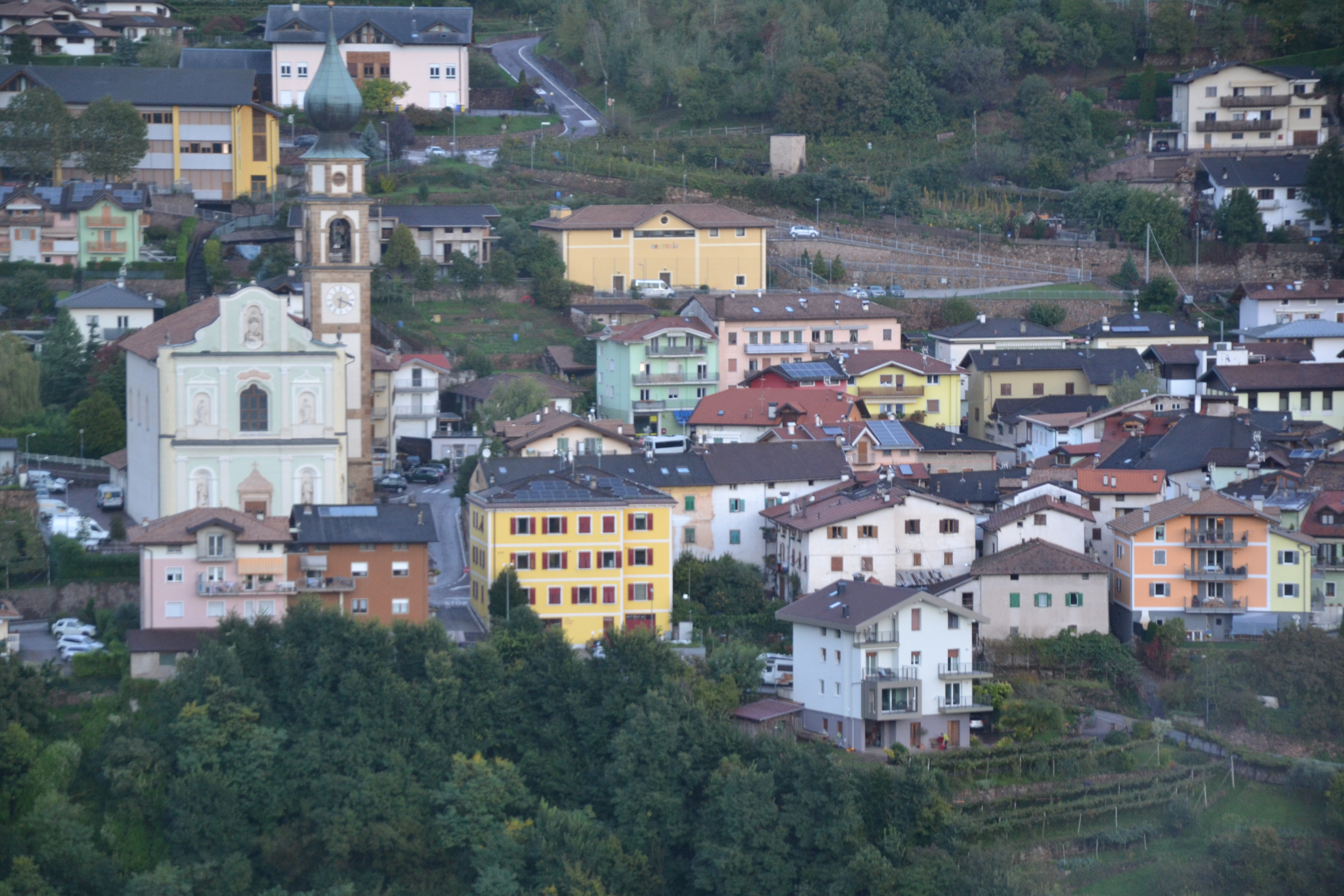
Verla vista da Palù di Giovo

Il villaggio è circondato da terrazzamenti coltivati a vigneto; la quarta settimana di settembre viene organizzata da tempi antichi la Festa dell'uva

## Monumenti e luoghi d'interesse
- Chiesa di Santa Maria Assunta, già antica pieve situata fuori paese, ricostruita nel luogo odierno tra il Sette e l'Ottocento
- Chiesa della Madonna dell'Aiuto, detta anche di Sant'Antonio, nel centro storico, settecentesca